# Майкл Гігдон
Майкл Гігдон (англ. Michael Higdon, нар. 2 вересня 1983, Ліверпуль) — колишній англійський футболіст, що грав на позиції нападника. Відомий, зокрема, виступами за шотландські клуби «Фолкерк», «Сент-Міррен» та «Мотервелл».

## Життєпис
Майкл Гігдон народився в Ліверпулі. Він почав свою футбольну кар'єру в команді «Кру Александра», де йому довелося пройти через молодіжну збірну, перед тим як вперше потрапити до основи команди в 2003 році. 
У 2007 році він переїхав до Шотландії в «Фолкерк», а потім «Сент-Міррен» в 2009 році і «Мотервелл» в 2011 році. 
Після того як Гігдон став найкращим бомбардиром шотландської ліги в сезоні 2012-13, він перейшов до голландського «Неймегена». Там Майкл провів один сезон, перш ніж підписати контракт з «Шеффілд Юнайтед».

## Особисті досягнення
- Найкращий бомбардир чемпіонату Шотландії 2012-13